# Słodowiec metróállomás
A Słodowiec egy metróállomás Varsóban a varsói M1-es metró vonalán.

## Szomszédos állomások
A metróállomáshoz az alábbi állomások vannak a legközelebb:
- Stare Bielany (Młociny, M1-es metróvonal)
- Marymont (Kabaty, M1-es metróvonal)

## Átszállási kapcsolatok
| M1 (Młociny ↔ Kabaty) |                          |                         |
| Állomás               | Átszállási kapcsolatok   | Fontosabb létesítmények |
| Słodowiec             | 110, 112, 116, 156 6, 17 |                         |